# Mimi Pollak
Mimi Pollak (9 de abril de 1903 - 11 de agosto de 1999) fue una actriz y directora teatral y cinematográfica de nacionalidad sueca.

## Biografía
Su verdadero nombre era Maria Helena Pollak, y nació en Karlstad, Suecia, siendo sus padres judíos de origen austriaco. Se formó en la escuela del Teatro Dramaten de Estocolmo en 1922-24, donde coincidió con la actriz Greta Garbo.
Pollak trabajó en los años 1920 y 1930 como actriz cinematográfica y teatral, desarrollando su carrera principalmente en el Helsingborgs stadsteater y en el Blancheteatern de Estocolmo, pero volvió al Dramaten en el año 1942.
Pollak fue en 1948 la primera mujer directora contratada por el Dramaten trabajando en la obra de Jean Genet Las criadas, protagonizada por Anita Björk y Maj-Britt Nilsson. Pollak fue una exitosa directora del Dramaten, llevando a escena un total de 60 obras a lo largo de su trayectoria.
Desde su debut cinematográfico en 1922 en el film Amatörfilmen, participó en unas 30 producciones para el cine y la televisión. Entre sus papeles de reparto más destacados figuran el que hizo en la comedia de Schamyl Bauman Skolka skolan (1949), así como los de Klänningen (1964, de Vilgot Sjöman), Sonata de otoño (de Ingmar Bergman, con Ingrid Bergman), Ingenjör Andrées luftfärd (1982, con Max von Sydow bajo la dirección de Jan Troell) , y la serie televisiva sueca de misterio Agnes Cecilia - en sällsam historia (1991), adaptación de los libros de Maria Gripe.
Se retiró en 1975, pero volvió al teatro en 1991, a los 87 años de edad, para actuar en la obra de Antón Chéjov Tio Vania.
Mimi Pollak falleció en Estocolmo, Suecia, en el año 1999. Fue enterrada en el Cementerio de Lidingö. Estuvo casada entre 1927 y 1938 con el actor sueco Nils Lundell (1889–1943).

## Filmografía (selección)

### Actriz
- 1922 : Amatörfilmen
- 1923 : Andersson, Pettersson och Lundström
- 1926 : Sven Klingas levnadsöde
- 1938 : Den stora kärleken
- 1940 : Mannen som alla ville mörda
- 1940 : Med dej i mina armar
- 1940 : En, men ett lejon
- 1941 : Spökreportern
- 1942 : Lågor i dunklet
- 1942 : Vi hemslavinnor
- 1943 : Kajan går till sjöss
- 1946 : Bröder emellan
- 1947 : Den långa vägen
- 1947 : Supé för två
- 1947 : Sjätte budet
- 1949 : Skolka skolan
- 1949 : Bara en mor
- 1949 : Gatan
- 1951 : Sommarlek
- 1955 : Mord, lilla vän
- 1964 : Klänningen
- 1965 : Nattmara
- 1971 : Emil i Lönneberga
- 1976 : Långt borta och nära
- 1978 : Sonata de otoño
- 1979 : Kristoffers hus
- 1979 : I frid och värdighet
- 1979 : Koillisväylä
- 1979 : Selambs (TV)
- 1982 : Ingenjör Andrées luftfärd
- 1982 : Avskedet
- 1984 : Sömnen
- 1985 : August Strindberg ett liv (TV)
- 1986 : Amorosa
- 1986 : På liv och död
- 1986 : Gösta Berlings saga (TV)
- 1986 : Sammansvärjningen (TV)
- 1989 : Kronvittnet
- 1989 : Kajsa Kavat
- 1990 : Hemligheten
- 1991 : Midsommar
- 1991 : Agnes Cecilia – en sällsam historia

### Directora
- 1950 : Mamma gör revolution
- 1953 : Malin går hem
- 1956 : Rätten att älska

## Teatro

### Actriz
- 1922 : Äventyret, de Gaston Arman de Caillavet y Robert de Flers, dirección de Karl Hedberg, Dramaten
- 1923 : Ett resande teatersällskap, de August Blanche, dirección de Gustaf Linden, Dramaten
- 1924 : Mors rival, dirección de Gustaf Linden, Dramaten
- 1925 : Dubbelexponering, de Avery Hopwood, dirección de Mathias Taube, Blancheteatern[3]
- 1926 : Chou-Chou, de Jacques Bousqeet y Alexandre Madis, dirección de Einar Fröberg, Blancheteatern[4]
- 1926 : En tillfällig äkta man, de Edward A. Paulton, dirección de Einar Fröberg, Blancheteatern[5]
- 1927 : La tía de Carlos, de Brandon Thomas, dirección de Elis Ellis, Djurgårdsteatern[6]
- 1927 : Mysteriet Milton, de Edgar Wallace, dirección de Ernst Eklund, Komediteatern[7]
- 1928 : Den fångna, de Édouard Bourdet, dirección de Ernst Eklund, Komediteatern[8]
- 1928 : Mördaren, de Hildur Dixelius, dirección de Ernst Eklund, Komediteatern[9]
- 1929 : S.k. kärlek, de Edwin J. Burke, dirección de Harry Roeck-Hansen, Djurgårdsteatern[10]
- 1929 : La ópera de los tres centavos, de Bertolt Brecht y Kurt Weill, dirección de Ernst Eklund, Komediteatern[11]
- 1931 : Peter Pan, de James Matthew Barrie, dirección de Pauline Brunius. Teatro Oscar
- 1931 : 9 till 6, de Aimée Stuart y Philip Stuart, dirección de Pauline Brunius, Teatro Oscar[12]
- 1931 : Mozart, de Sacha Guitry, dirección de Ragnar Hyltén-Cavallius, Teatro Oscar[13]
- 1931 : Peter Pan, de James Matthew Barrie, dirección de Palle Brunius, Teatro Oscar[14]
- 1932 : Juvelstölden, de Ladislas Fodor, dirección de Nils Johannisson, Teatro Oscar[15]
- 1932 : Hotellrummet, de Pierre Rocher, dirección de Harry Roeck-Hansen, Blancheteatern[16]
- 1932 : Urspårad, de Karl Schlüter, dirección de Svend Gade, Blancheteatern[17]
- 1932 : Obs, nymålat, de René Fauchois, dirección de Harry Roeck-Hansen, Blancheteatern[18]
- 1933 : Hela havet stormar, de Ronald Mackenzie, dirección de  Per Lindberg, Blancheteatern[19]
- 1933 : Noche de reyes, de William Shakespeare, dirección de Per Lindberg, Blancheteatern[20]
- 1933 : Vi Hallams, de Rose Franken, dirección de Knut Martin, Blancheteatern[21][22]
- 1933 : Spillror, de Dicte Sjögren, dirección de Harry Roeck-Hansen, Blancheteatern[23]
- 1934 : Strumpebandet, de Avery Hopwood, dirección de Harry Roeck-Hansen, Blancheteatern[24]
- 1934 : Ingen rädder, de Allan Scott y George Height, dirección de Knut Martin, Blancheteatern[25]
- 1934 : Razzia, de Kar de Mumma, dirección de Harry Roeck-Hansen, Blancheteatern[26]
- 1935 : Karusellen snurrar, de J. B. Priestley, dirección de Sandro Malmquist, Göteborgs stadsteater[27]
- 1936 : Getingboet, de G.S. Donisthorpe, dirección de Harry Roeck-Hansen, Blancheteatern[28]
- 1936 : De oskyldiga, de Lillian Hellman, dirección de Harry Roeck-Hansen, Blancheteatern[29]
- 1936 : En dotter av Kina, de Hsiung Shih-i, dirección de Johan Falck,  Blancheteatern[30]
- 1937 : Kunglighet, de Robert Emmet Sherwood, dirección de Harry Roeck-Hansen, Blancheteatern[31]
- 1937 : Hans första premiär, de Svend Rindom, dirección de Harry Roeck-Hansen, Blancheteatern[32]
- 1937 : Min son är min, de D. H. Lawrence, dirección de Harry Roeck-Hansen, Blancheteatern[33]
- 1937 : Därom tiger munnen, de Roger Martin du Gard, dirección de Per Lindberg, Blancheteatern[34]
- 1938 : I de bästa familjer, de Kar de Mumma, dirección de Leif Amble-Naess, Blancheteatern
- 1938 : Kar de Mummas sommarrevy, Blancheteatern
- 1938 : Min hustru doktor Carson, de St. John Greer Ervine, dirección de Harry Roeck-Hansen, Blancheteatern[35]
- 1939 : Madame Bovary, de Gaston Baty, dirección de Harry Roeck-Hansen, Blancheteatern[36]
- 1939 : Vanartiga föräldrar, de Jean Cocteau, dirección de Harry Roeck-Hansen, Blancheteatern[37]
- 1939 : Vibrationer, de Charles Morgan, dirección de Harry Roeck-Hansen, Blancheteatern[38]
- 1940 : Tony ritar en häst, de Lesley Storm, dirección de Harry Roeck-Hansen, Blancheteatern[39]
- 1940 : Här har jag varit förut, de J. B. Priestley, dirección de Harry Roeck-Hansen, Blancheteatern[40]
- 1940 : Hyggliga människor, de Irwin Shaw, dirección de Olof Molander, Blancheteatern[41]
- 1940 : Plats för leende, de S. N. Behrman, dirección de Harry Roeck Hansen, Blancheteatern[42]
- 1941 : Tío Vania, de Antón Chéjov, dirección de Harry Roeck-Hansen, Blancheteatern[43]
- 1941 : Nya skördar, dirección de Carlo Keil-Möller, Dramaten
- 1941 : Midsommardröm i fattighuset, de Pär Lagerkvist, dirección de Per Lindberg, Blancheteatern[44]
- 1942 : Cándida, de George Bernard Shaw, dirección de Harry Roeck-Hansen, Blancheteatern[45]
- 1942 : På livets botten, de Máximo Gorki, dirección de Jura Tamkin, Blancheteatern[46]
- 1942 : Sol i dimma, de Emlyn Williams, dirección de Harry Roeck-Hansen, Blancheteatern[47]
- 1942 : Det glada fyrtiotalet, de Kar de Mumma, dirección de Leif Amble-Naess, Blancheteatern
- 1942 : Rid i natt!, de Vilhelm Moberg, dirección de Rune Carlsten, Dramaten
- 1942 : Spöksonaten, de August Strindberg, dirección de Olof Molander, Dramaten
- 1942 : Kära släkten, dirección de Rune Carlsten, Dramaten
- 1943 : Vad varje kvinna vet, dirección de Carlo Keil-Möller, Dramaten
- 1944 : El mercader de Venecia, de William Shakespeare, dirección de Alf Sjöberg, Dramaten
- 1944 : Rika morbror, dirección de Stig Torsslow, Dramaten
- 1944 : De vackra människorna, dirección de Alf Sjöberg,Dramaten
- 1944 : Bodas de sangre, de Federico García Lorca, dirección de Alf Sjöberg, Dramaten
- 1945 : Asmodeus, dirección de Stig Torsslow, Dramaten
- 1945 : Idolerna, dirección de Rune Carlsten, Dramaten
- 1946 : El zoo de cristal, de Tennessee Williams, dirección de Stig Torsslow, Dramaten
- 1946 : El jardín de los cerezos, de Antón Chéjov, dirección de Olof Molander, Dramaten
- 1947 : Markurells i Wadköping, de Hjalmar Bergman, dirección de Rudolf Wendbladh, Dramaten
- 1947 : Två skälmar i paradiset, dirección de Göran Gentele, Dramaten
- 1947 : Kranes konditori, dirección de Rune Carlsten, Dramaten
- 1947 : La casa de Bernarda Alba, de Federico García Lorca, dirección de Alf Sjöberg, Dramaten
- 1948 : En vildfågel, de Jean Anouilh, dirección de Rune Carlsten, Dramaten
- 1948 : Skandalskolan, dirección de Rune Carlsten, Dramaten
- 1948 : Las criadas, de Jean Genet, dirección de Mimi Pollak, Dramaten
- 1948 : Släktmötet, de T. S. Eliot, dirección de Alf Sjöberg, Dramaten
- 1950 : Hus med dubbel ingång, dirección de Göran Gentele, Dramaten
- 1950 : Tokiga grevinnan, de Jean Giraudoux, dirección de Olof Molander, Dramaten
- 1950 : Chéri, de Colette, dirección de Mimi Pollak, Dramaten
- 1951 : Dans under stjärnorna, dirección de Mimi Pollak, Dramaten
- 1952 : Vår i Paris, dirección de Rune Carlsten, Dramaten
- 1953 : Fröken Rosita, eller Blommornas språk, dirección de Mimi Pollak, Dramaten
- 1961 : Kung John, de William Shakespeare, dirección de Alf Sjöberg, Dramaten
- 1990 : Tío Vania, de Antón Chéjov, dirección de Christian Tomner, Dramaten

### Directora
- 1948 : Las criadas, de Jean Genet, Dramaten
- 1949 : Leka med elden, Dramaten
- 1949 : Bröllopet på Seine, Dramaten
- 1949 : Älskar - älskar inte, Dramaten
- 1950 : Björnen, Dramaten
- 1950 : Fruns salig mor (Spektakel från sekelskiftet), de Georges Feydeau, Dramaten
- 1950 : Tragiker mot sin vilja, Dramaten
- 1950 : Kom in!, Dramaten
- 1950 : Chéri, de Colette, Dramaten
- 1951 : Dags att leva, de Nils Kjellström, Dramaten
- 1951 : Dans under stjärnorna, Dramaten
- 1951 : Fallna änglar, de Noel Coward, Dramaten
- 1951 : Kalla mig Ismael, de Per-Erik Rundquist, Dramaten
- 1952 : Stolpsängen, Dramaten
- 1952 : Colombe, de Jean Anouilh, Dramaten
- 1952 : Kärlek i Albanien, Dramaten
- 1952 : Din nästas huvud, de Marcel Aymé, Dramaten
- 1953 : Fröken Rosita, eller Blommornas språk, Dramaten
- 1953 : En månad på landet, Dramaten
- 1953 : Liolà, de Luigi Pirandello, Dramaten
- 1954 : Getternas ö, Dramaten
- 1954 : Förälskad i kärleken, de Gaston Arman de Caillavet y Robert de Flers, Dramaten
- 1954 : Mariana Pineda, de Federico García Lorca, Dramaten
- 1955 : Kittelflickarens bröllop, Dramaten
- 1955 : Ritten till havet, Dramaten
- 1955 : Flykten till Medea, de Bertil Peterson, Dramaten
- 1956 : Lyckliga dagar, Dramaten
- 1956 : Ornilfe, Dramaten
- 1956 : Den galanta skomakarfrun, Dramaten
- 1956 : Tredje personen, de Louis Verneuil, Malmö stadsteater
- 1957 : Ungdom i fjällen, Dramaten
- 1957 : Häxan i Atlasbergen, Dramaten
- 1957 : Kroppkakan, Dramaten
- 1958 : Ljusstaken, Dramaten
- 1958 : La importancia de llamarse Ernesto, de Oscar Wilde, Dramaten
- 1958 : Två på gungbrädet

## Radioteatro (directora)
- 1954 : Vår ofödde son, de Vilhelm Moberg[48]